# Вильчинский, Конрад
Конрад Вильчинский (нем. Konrad Wilczynski, родился 9 февраля 1982 в Вене) — австрийский гандболист польского происхождения, выступавший на позиции левого полусреднего. Известен под прозвищами «Конни» (нем. Conny) и «Король трюков» (нем. Wuzzlerkönig), второе прозвище он получил благодаря техничной игре.

## Карьера

### Клубная
Воспитанник венской школы гандбола, выступал до 2002 года за «Вест-Виен». С 2002 по 2006 годы представлял «А1 Брегенц», выиграв с ним трижды чемпионат Австрии (2004, 2005, 2006) и дважды Кубок Австрии (2003, 2006). В 2006 году перешёл в команду второй немецкой лиги «Фюксе Берлин», с которой вышел в 2007 году в Первую Бундеслигу. В сезоне 2006/2007 стал лучшим бомбардиром Бундеслиги с 237 голами. Летом 2011 года покинул клуб и вернулся домой в Австрию, в «Вест-Виен». Спустя три года объявил о завершении игровой карьеры и начале подготовки к курсам тренера.

### В сборной
В сборной Австрии сыграл 136 матчей и забил 578 голов. Участник чемпионата Европы 2014 в Дании.